# حسين أباد (توجردي)
حسین أباد (بالفارسية: حسین‌آباد) هي منطقة سكنية تقع في إيران في قسم توجردي الريفي.